# Ильинецкий кратер
Ильинецкий кратер — метеоритный кратер (астроблема) в Винницком районе Винницкой области Украины. Расположен вблизи города Ильинцы в 40 км на юго-восток от Винницы, на водоразделе рек Соб и Сибок между сёлами Луговая и Иваньки Винницкого района.
Возраст кратера — около 400 миллионов лет.

## Происхождение
Ильинецкий кратер возник в результате столкновения космического тела с массой около 40 млн тонн и диаметром 230—300 м с твёрдыми породами Украинского щита. В результате столкновения образовался кратер с первичным диаметром около 7 км и глубиной до 600—800 м.
В импактитах Ильинецкого кратера обнаружено повышенное, по сравнению с земным, содержание никеля, иридия, кобальта в соотношениях, характерных для пород, загрязнённых метеоритным веществом.
В 1974 году по результатам исследований Ильинецкого кратера из тагамитов впервые были выделены коренные импактные алмазы.